# Seine-et-Marne
La Seine-et-Marne (/sɛ.n‿e.maʁn/) est un département français de la région Île-de-France. Il tire son nom du fleuve Seine et de la rivière Marne. L'Insee et La Poste lui attribuent le code 77. Le département comptait 1 452 399 habitants selon le dernier recensement de (2022).
Les habitants sont les Seine-et-Marnais.

## Histoire
Le département a été créé à la Révolution française, le 4 mars 1790 en application de la loi du 22 décembre 1789, à partir d'une partie des provinces d'Île-de-France et de Champagne et d'une micro-partie de l'Orléanais.

Carte du département de la Seine-et-Marne en 1790.

La Seine-et-Marne et les provinces qui occupaient son territoire avant 1790 : la Champagne, l'Île-de-France et l'Orléanais.

## Géographie

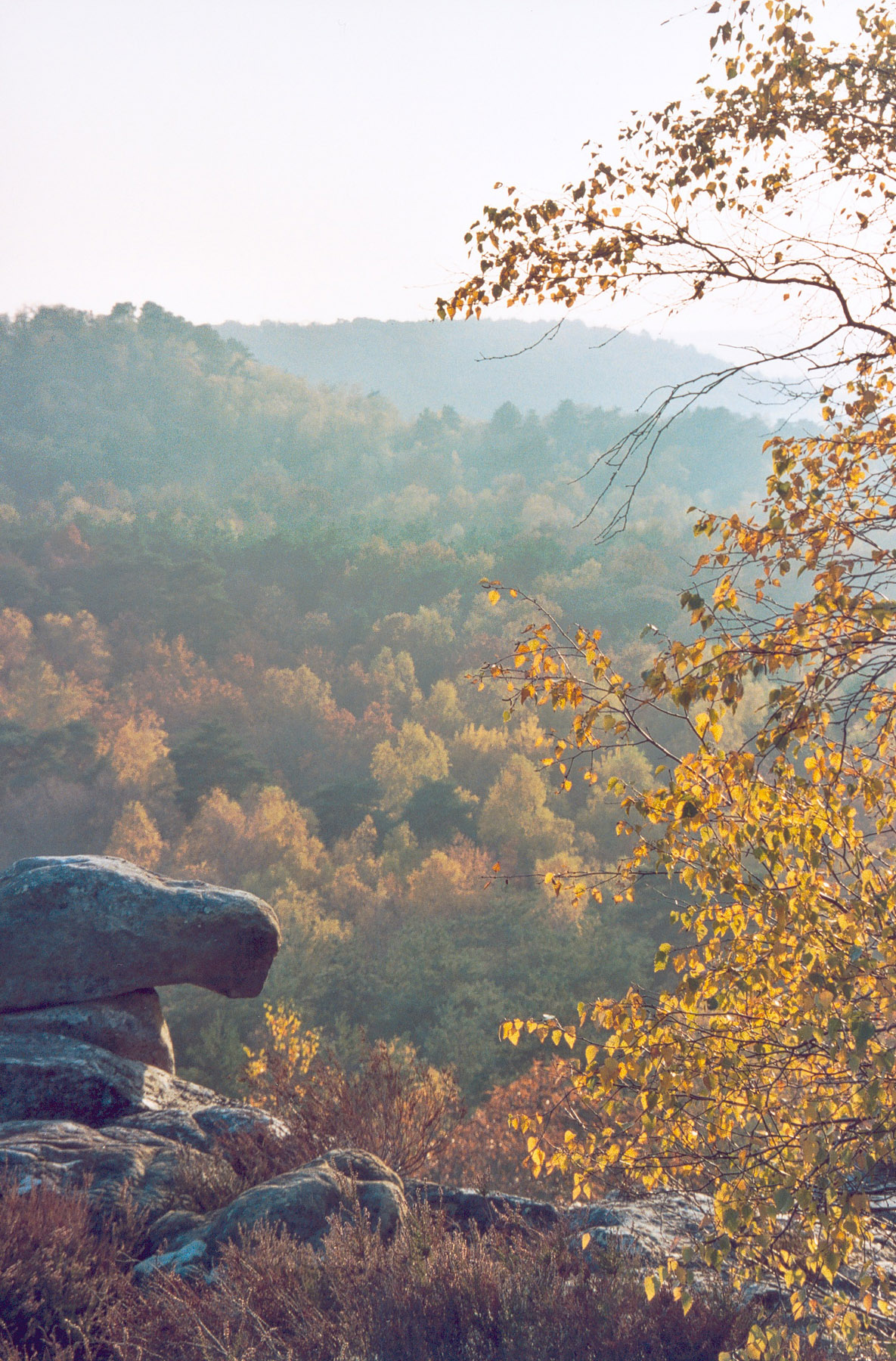
Forêt de Fontainebleau.

Le département de Seine-et-Marne fait partie de la région Île-de-France, dont il constitue la moitié orientale. Sa superficie représente à elle seule 50 % de celle de la région.
Il s'agit du département français comptant le plus de départements limitrophes, depuis la partition de la Seine-et-Oise : 10 (devant le Maine-et-Loire qui en compte 8). Les dix départements ayant des limites communes avec la Seine-et-Marne sont : le Val-d'Oise, la Seine-Saint-Denis, le Val-de-Marne et l'Essonne à l'ouest, le Loiret et l'Yonne au sud, l'Aube et la Marne à l'est, l'Aisne et l'Oise au nord.
Le département s'étend sur plusieurs régions naturelles, notamment la Brie et le Gâtinais.
Le point culminant du département est la butte Saint-Georges à 215 m d'altitude.
Le point le plus bas du département est à Seine-Port à 35 m d'altitude.

Paysages de la Seine-et-Marne :
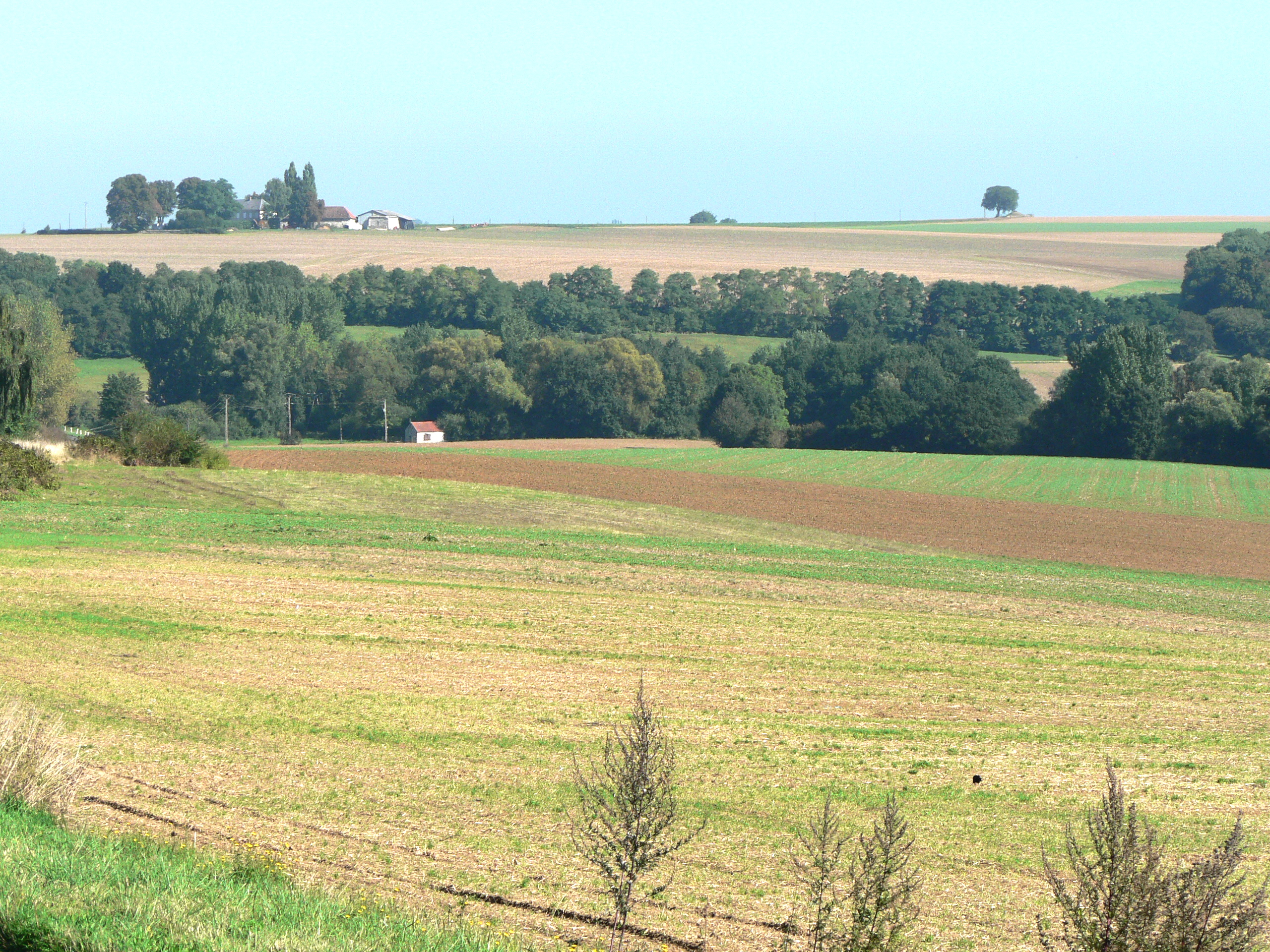
Le Multien, à Puisieux dans le nord.
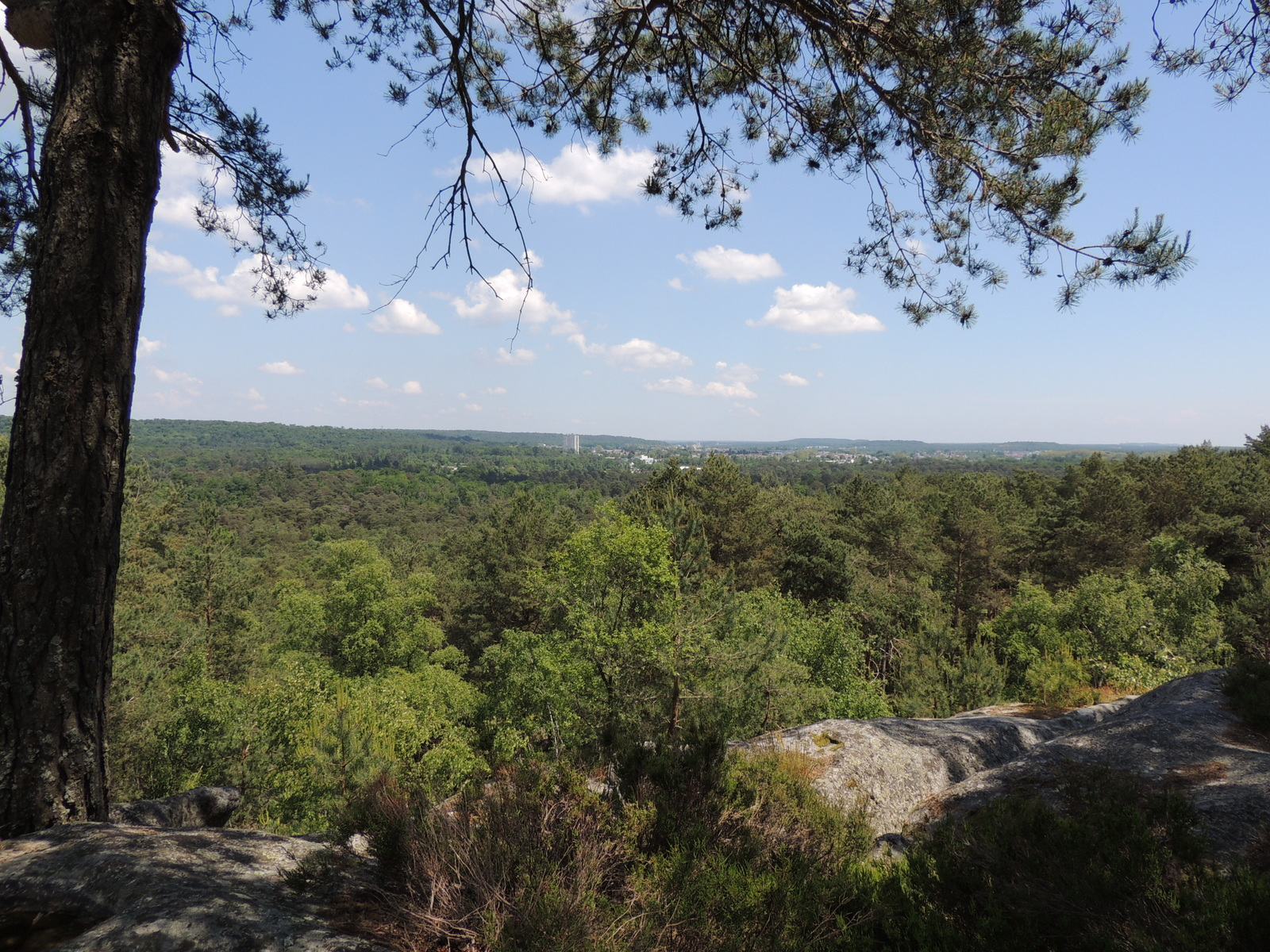
Vue de Fontainebleau depuis le mont Aigu, dans la forêt de Fontainebleau, dans le sud-ouest.
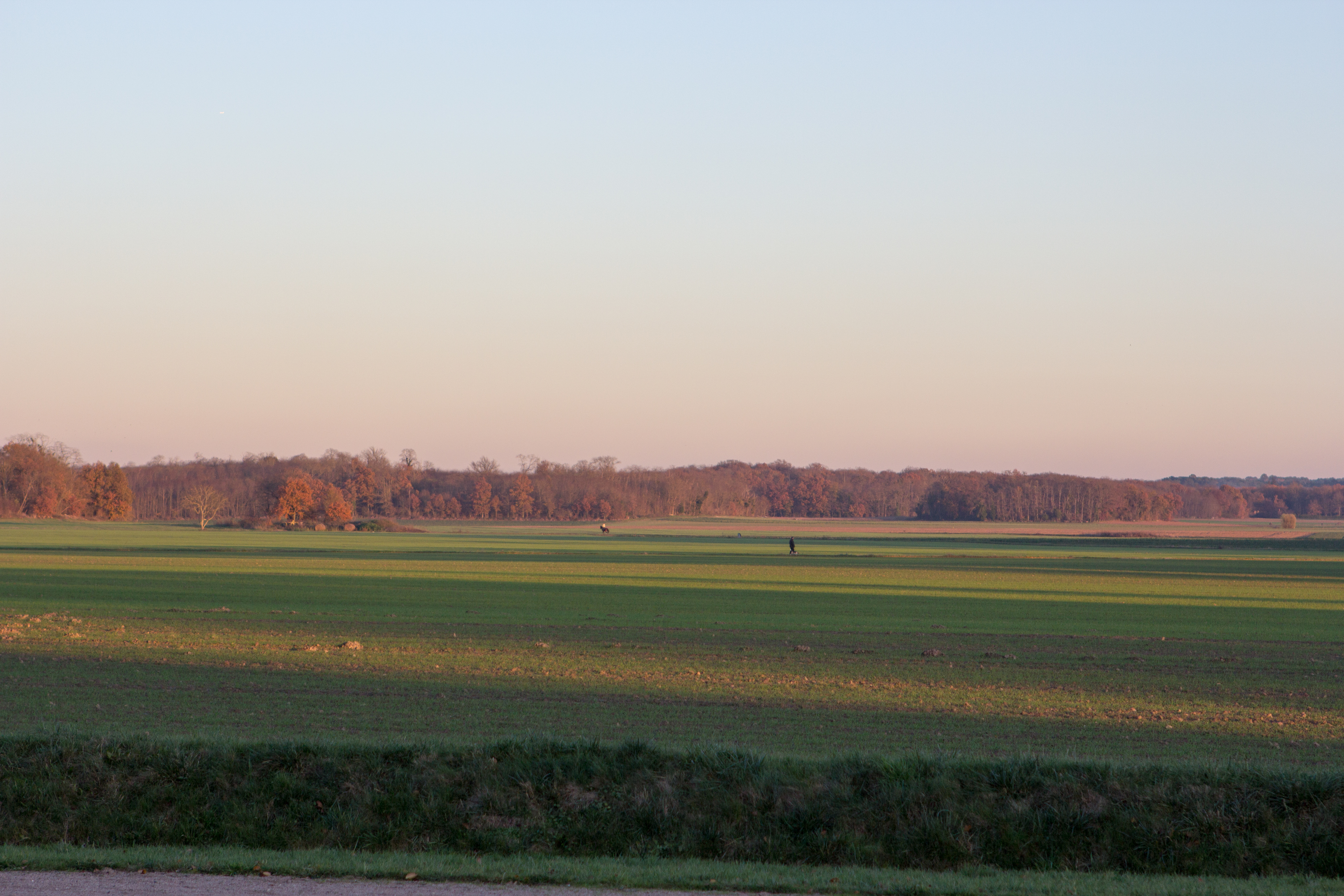
Le Pays de Bière à Fleury-en-Bière, dans le sud-ouest.

## Transports

### Transports en commun

#### Desserte du département par
- Par 4 lignes du RER :

→  (BRANCHE A4) Champs-sur-Marne (Gare de Noisy - Champs) Noisiel (Gare de Noisiel) Lognes (Gare de Lognes) Torcy (Gare de Torcy) Bussy-Saint-Georges (Gare de Bussy-Saint-Georges) Serris et Montévrain (Gare du Val d'Europe) Chessy (Gare de Marne-la-Vallée - Chessy - Gare TGV)
→  (BRANCHE B3 et B5) Le Mesnil-Amelot (Gare de l'aéroport Charles-de-Gaulle 2 TGV - Gare TGV) Mitry-Mory (Correspondance avec   - Gare de Mitry - Claye et Gare de Villeparisis - Mitry-le-Neuf)
Claye-Souilly (Gare de Mitry - Claye) Villeparisis (Gare de Villeparisis - Mitry-le-Neuf)
→  (BRANCHE D2) Melun (Correspondance avec   - Melun Gare de Melun) Dammarie-les-Lys (Gare de Vosves) Boissise-le-Roi (Gare de Boissise-le-Roi) Saint-Fargeau-Ponthierry (Gare de Ponthierry - Pringy et Gare de Saint-Fargeau) Le Mée-sur-Seine (Gare du Mée) Cesson (Gare de Cesson) Savigny-le-Temple et Nandy (Gare de Savigny-le-Temple - Nandy) Lieusaint et Moissy-Cramayel (Gare de Lieusaint - Moissy) et Combs-la-Ville (Gare de Combs-la-Ville - Quincy)
→  (BRANCHE E2 et E4) Chelles (Correspondance avec   - Gare de Chelles - Gournay) Émerainville et Pontault-Combault (Gare d'Émerainville - Pontault-Combault) Roissy-en-Brie (Gare de Roissy-en-Brie) Ozoir-la-Ferrière (Gare d'Ozoir-la-Ferrière) Gretz-Armainvilliers (Gare de Gretz-Armainvilliers) Tournan-en-Brie (Correspondance avec   - Gare de Tournan)
- Par 3 lignes de transilien :

→  (-) Mitry-Mory (Correspondance avec   - Gare de Mitry - Claye) Compans (Gare de Compans) Thieux et Nantouillet (Gare de Thieux - Nantouillet) Dammartin-en-Goële, Juilly et Saint-Mard (Gare de Dammartin - Juilly - Saint-Mard)
→  (TOUTES BRANCHES) Chelles (Correspondance avec   - Gare de Chelles - Gournay) Torcy (2e Gare) et Vaires-sur-Marne (Gare de Vaires - Torcy) Thorigny-sur-Marne, Pomponne et Lagny-sur-Marne (Gare de Lagny - Thorigny) Esbly (Gare d'Esbly) Montry et Condé-Sainte-Libiaire (Gare de Montry - Condé) Couilly-Pont-aux-Dames, Saint-Germain-sur-Morin et Quincy-Voisins (Gare de Couilly - Saint-Germain - Quincy) Villiers-sur-Morin (Gare de Villiers - Montbarbin) Crécy-la-Chapelle (Gare de Villiers - Montbarbin et Gare de Crécy-la-Chapelle) Meaux (Gare de Meaux) Trilport (Gare de Trilport) Changis-sur-Marne et Saint-Jean-les-Deux-Jumeaux (Gare de Changis - Saint-Jean) La Ferté-sous-Jouarre (Gare de La Ferté-sous-Jouarre) Saâcy-sur-Marne et Nanteuil-sur-Marne (Gare de Nanteuil - Saâcy) Isles-les-Meldeuses, Armentières-en-Brie et Congis-sur-Thérouanne (Gare d'Isles - Armentières - Congis) Lizy-sur-Ourcq (Gare de Lizy-sur-Ourcq) Crouy-sur-Ourcq (Gare de Crouy-sur-Ourcq) Tournan-en-Brie (Correspondance avec   - Gare de Tournan) La Houssaye-en-Brie et Marles-en-Brie (Gare de Marles-en-Brie) Mortcerf (Gare de Mortcerf) Guérard et La Celle-sur-Morin (Gare de Guérard - La Celle-sur-Morin) Faremoutiers et Pommeuse (Gare de Faremoutiers - Pommeuse) Mouroux (Gare de Mouroux) Coulommiers (Gare de Coulommiers) Verneuil-l'Étang (Gare de Verneuil-l'Étang) Mormant (Gare de Mormant) Nangis (Gare de Nangis) Longueville (Gare de Longueville) Sainte-Colombe (Gare de Sainte-Colombe-Septveilles) Poigny (Gare de Champbenoist - Poigny) Provins (Gare de Provins)
→  (TOUTES BRANCHES) Melun (Correspondance avec   - Gare de Melun) Livry-sur-Seine (Gare de Livry-sur-Seine) Chartrettes (Gare de Chartrettes) Fontaine-le-Port (Gare de Fontaine-le-Port) Héricy (Gare d'Héricy) Vulaines-sur-Seine et Samoreau (Gare de Vulaines-sur-Seine - Samoreau) Champagne-sur-Seine (Gare de Champagne-sur-Seine) Vernou-la-Celle-sur-Seine (Gare de Vernou-sur-Seine) La Grande-Paroisse (Gare de La Grande-Paroisse) Bois-le-Roi (Gare de Bois-le-Roi) Fontainebleau (Gare de Fontainebleau-Forêt et Gare de Fontainebleau - Avon) Avon (Gare de Fontainebleau - Avon) Montereau-Fault-Yonne (Gare de Montereau) Thomery (Gare de Thomery) Moret-Loing-et-Orvanne (Gare de Moret-Veneux-les-Sablons) Saint-Mammès (Gare de Saint-Mammès) Montigny-sur-Loing (Gare de Montigny-sur-Loing) Bourron-Marlotte et Grez-sur-Loing (Gare de Bourron-Marlotte - Grez) Saint-Pierre-lès-Nemours et Nemours (Gare de Nemours - Saint-Pierre) Bagneaux-sur-Loing (Gare de Bagneaux-sur-Loing) Souppes-sur-Loing et Château-Landon (Gare de Souppes - Château-Landon)
Et de nombreuses lignes de Bus et de TER des régions voisines et des intercités.

## Environnement
En 2021, 401 097 tonnes de déchets ménagers et assimilés ont été collectées en Seine-et-Marne, soit 343 kg/hab.

### Climat
La Seine-et-Marne connaît un régime climatique tempéré de type atlantique. La pluviosité est légèrement plus marquée aux environs de Fontainebleau et dans l'est de la Brie française, la Brie humide (700 mm de pluie/an) contre une moyenne départementale à 650 mm, légèrement supérieure au reste de la région Île-de-France (600 mm). Température moyenne de 3,2° en janvier et 18,6° en juillet à Melun sur la période 1953-2002.
La tempête Lothar du 26 décembre 1999 a fait cinq morts en Seine-et-Marne et a couché de très nombreux arbres. La canicule de l'été 2015 a battu des records de chaleur à Melun avec 39,4 °C et Samois-sur-Seine bat le record d'Île-de-France avec 42,5 °C[réf. souhaitée]. Du 30 mai au 6 juin 2016, le Sud du département a été touché par de fortes pluies. Ces intempéries ont amené la crue de plusieurs cours d'eau dont le Loing et la Marne. Les crues de ces affluents de la Seine ont eu de lourdes conséquences : pendant plusieurs jours, les rues de nombreux villes et villages comme Nemours ont été totalement inondées (on a mesuré 2,3 mètres d'eau par endroits), les habitants ont été privés d'électricité, d'eau courante et de gaz pendant près d'une semaine. Les dégâts matériels ont été nombreux et coûteux, le bilan humain a été en revanche peu important.

## Politique

Communes de Seine-et-Marne.

Longtemps marquée par les rapports sociaux découlant de la propriété foncière, la Seine-et-Marne est, de manière générale, un département de tradition plutôt conservatrice, même si elle a été rapidement, sous la IIIe République, gagnée aux idées républicaines. Cette tradition conservatrice se manifeste notamment dans les arrondissements de Provins et de Fontainebleau, comme dans le secteur de Coulommiers - La Ferté-Gaucher qui, de longue date, élisent régulièrement des candidats issus des partis de droite. Dans les années de l'entre-deux-guerres, le département, par le développement des activités industrielles et de transport, a vu progressivement émerger l'influence des forces de gauche, notamment autour des cités cheminotes de Mitry-Mory et de Vaires-sur-Marne.
Après la Libération, le département a souvent élu des députés de gauche, en accordant d'ailleurs une certaine primauté au PCF, celui-ci dépassant encore les 30 % des suffrages exprimés aux élections de janvier 1956 et obtenant 2 des cinq élus du département, un troisième siège étant attribué à la SFIO.
À contrario, le mode d'élection spécifique du Sénat, alors appelé Conseil de la République a favorisé, dès 1948, une hégémonie de la droite sur la représentation du département. L'instauration de la Ve République a modifié la donne en donnant à la droite, et notamment au courant gaulliste, la primauté dans la représentation parlementaire du département à l'Assemblée Nationale. Ainsi, en 1958, première législature du nouveau régime, le parti gaulliste obtient les cinq sièges de député du département. Cette situation perdure jusqu'en 1973 où la circonscription de Chelles et celle de Melun élisent respectivement un député PCF et un député PS.
Le rapport de forces n'évolue pas ensuite jusqu'en 1981 où, pour la première fois dans l'histoire du département, la gauche obtient 3 des 5 élus (un quatrième élu, invalidé, étant finalement battu dans une élection partielle ensuite). Puis l'adoption du scrutin proportionnel modifie la répartition des élus, et entraîne notamment l'élection d'un député FN en 1986. Les 8 autres sièges du département sont alors ainsi répartis : 1 PCF, 3 PS, 3 RPR, 1 UDF. Depuis, la droite a retrouvé son leadership aux législatives, position qui ne fut temporairement remise en question qu'en 1988 et 1997, le PS obtenant à chacune de ces consultations 4 élus sur les 9 du département.
En 1993, 2002 et 2007, la droite a réalisé le grand chelem sur les 9 sièges du département, obtenant même lors du dernier renouvellement dès le premier tour la réélection de Jean-François Copé à Meaux et celle de Christian Jacob à Provins. Pour autant, cela ne peut faire oublier que, comme en bien d'autres endroits en France, les partis de gauche ne sont pas dénués de positions électives. En 2004, pour la seconde fois dans l'histoire du département, le conseil départemental a été gagné par la gauche, plus de vingt ans après le premier succès en la matière. Cette victoire de la gauche doit beaucoup à l'évolution démographique du département puisque ce sont les arrondissements de Melun et de Torcy qui fournissent l'essentiel des élus de la nouvelle majorité départementale, avec 8 des 10 cantons de chaque arrondissement pour ses diverses composantes. De même, la mise en œuvre du scrutin proportionnel au Sénat la même année a permis, dans le cadre d'une liste d'union des forces de gauche, de faire élire deux sénateurs PS et un sénateur PCF, situation que n'avait plus connu le département depuis la Libération.
Enfin, si le département a choisi la candidature de Nicolas Sarkozy lors de la dernière élection présidentielle de 2012 (en une légère avance avec 51 % des votes), il a, en 1981 comme en 1988, manifesté sa préférence pour le candidat de la gauche, en l'espèce François Mitterrand.
En 2015, lors des élections départementales des 22 et 29 mars, et dans des cantons redéfinis selon la réforme territoriale (de 43 à 23 cantons), c'est à nouveau le parti de la droite (Les Républicains) qui s'est imposé. Jean-Jacques Barbaux a été élu président du conseil départemental le 2 avril 2015 lors de la séance d'installation de la nouvelle assemblée départementale, qui compte 46 conseillers départementaux. À l'occasion des élections régionales de 2015 en Île-de-France, c'est le candidat d'extrême-droite Wallerand de Saint-Just qui arrive largement en tête, avec 30,8 % des voix, devançant Valérie Pécresse (25 %), un signe de la droitisation de la Seine-et-Marne.
Alors qu'Emmanuel Macron avait remporté le premier et le deuxième tour de 2017, les élections intermédiaires sont plutôt favorables à la droite et à l'extrême-droite.
Dans un contexte de forte abstention, le Rassemblement national arrive en tête aux élections européennes de 2019 malgré un score en baisse par rapport au scrutin européen de 2014  (24,40% contre 27,88%).
Les Républicains confirment leur implantation dans le département lors des élections régionales et départementales de 2021 lors de scrutins marqués par des niveaux inédités d'abstention. Valérie Pecresse arrive nettement en tête aux deux tours des régionales dans le département alors que la majorité départementale de droite est confirmée malgré un progrès de l'opposition de gauche.
Jean-Luc Mélenchon arrive en tête au premier tour de l'élection présidentielle de 2022 avec 25.9% des voix, devançant légèrement Emmanuel Macron et Marine le Pen. Il l'emporte dans douze des quinze plus grandes villes du département, notamment Meaux, Chelles, Melun et Pontault-Combault. Arrivé deuxième, Emmanuel Macron remporte trois de ces villes (Bussy-Saint-Georges, Lagny-sur-Marne et Ozoir-la-Ferrière). Marine Le Pen, en troisième position et qui ne remporte aucune des quinze plus grandes grandes villes arrive cependant en tête dans la plupart des petites communes rurales de l'est du département. Au deuxième tour, Emmanuel Macron l'emporte nettement avec un score légèrement inférieur à la moyenne nationale (56,97% contre 58,55%). Il remporte les quinze plus grandes communes du département, y compris celles qui avaient privilégié Jean-Luc Mélenchon au premier tour mais reste distancié par la candidate du Rassemblement national dans de nombreuses communes rurales de l'est.
Lors de la XVIe législature de la Cinquième République française, le département de la Seine-et-Marne est représenté par cinq députés de la majorité présidentielle, trois représentants de la coalition de gauche NUPES, deux députés des Républicains et une députée du Rassemblement national.
Les Élections législatives de 2022 en Seine-et-Marne ont vu, dans un contexte d'abstention forte et supérieure à la moyenne nationale, une fragmentation de la représentation politique du département. La domination de la droite LR et de la majorité présidentielle est contestée avec la perte nette d'un siège pour chacune de ces alliances. La gauche progresse avec le gain par LFI des septièmes et dixièmes circonscriptions alors que le Rassemblement national remporte l'un de ses deux seuls sièges d'île-de-France avec le gain de la sixième circonscription

### Récapitulatif de résultats électoraux récents
| Scrutin              | 1er tour | 1er tour | 1er tour | 1er tour | 1er tour | 1er tour | 1er tour | 1er tour | 1er tour | 1er tour | 1er tour  | 1er tour | 2d tour     | 2d tour     | 2d tour     | 2d tour     | 2d tour     | 2d tour     | 2d tour     | 2d tour     | 2d tour     | 2d tour     | 2d tour     | 2d tour     |
| Scrutin              | 1er      | 1er      | %        | 2e       | 2e       | %        | 3e       | 3e       | %        | 4e       | 4e        | %        | 1er         | 1er         | %           | 2e          | 2e          | %           | 3e          | 3e          | %           | 4e          | 4e          | %           |
| -------------------- | -------- | -------- | -------- | -------- | -------- | -------- | -------- | -------- | -------- | -------- | --------- | -------- | ----------- | ----------- | ----------- | ----------- | ----------- | ----------- | ----------- | ----------- | ----------- | ----------- | ----------- | ----------- |
| Présidentielle 2012  |          | PS       | 27,65    |          | UMP      | 27,27    |          | FN       | 19,65    |          | FG        | 11,01    |             | UMP         | 50,75       |             | PS          | 49,25       | Pas de 3e   | Pas de 3e   | Pas de 3e   | Pas de 4e   | Pas de 4e   | Pas de 4e   |
| Européennes 2014     |          | FN       | 27,88    |          | UMP      | 20,37    |          | PS       | 11,40    |          | UDI-MODEM | 9,60     | Tour unique | Tour unique | Tour unique | Tour unique | Tour unique | Tour unique | Tour unique | Tour unique | Tour unique | Tour unique | Tour unique | Tour unique |
| Régionales 2015      |          | FN       | 30,92    |          | UCD      | 25,34    |          | PS       | 20,35    |          | DLF       | 7,46     |             | UCD         | 39,74       |             | PS          | 34,36       |             | FN          | 25,80       | Pas de 4e   | Pas de 4e   | Pas de 4e   |
| Présidentielles 2017 |          | EM       | 23,11    |          | FN       | 22,85    |          | LFI      | 20,84    |          | LR        | 17,77    |             | EM          | 63,86       |             | FN          | 36,14       | Pas de 3e   | Pas de 3e   | Pas de 3e   | Pas de 4e   | Pas de 4e   | Pas de 4e   |
| Européennes 2019     |          | RN       | 24,40    |          | LREM     | 20,50    |          | EELV     | 12,47    |          | LFI       | 7,87     | Tour unique | Tour unique | Tour unique | Tour unique | Tour unique | Tour unique | Tour unique | Tour unique | Tour unique | Tour unique | Tour unique | Tour unique |
| Régionales 2021      |          | LR       | 36,08    |          | RN       | 22,13    |          | EELV     | 9,42     |          | LREM      | 9,31     |             | LR          | 44,75       |             | UGE         | 26,30       |             | RN          | 20,55       |             | LREM        | 8,41        |
| Présidentielle 2022  |          | LFI      | 25,87    |          | LREM     | 25,00    |          | RN       | 23,56    |          | REC       | 7,25     |             | LREM        | 56,97       |             | RN          | 43,03       | Pas de 3e   | Pas de 3e   | Pas de 3e   | Pas de 4e   | Pas de 4e   | Pas de 4e   |

Sur le plan des personnalités politiques ayant marqué l'histoire du département, et pour s'en tenir à la période la plus récente, notons les anciens ministres des différents gouvernements de la Ve République comme Alain Peyrefitte, longtemps député de Provins ; plus près de nous, Jean-François Copé et Christian Jacob ou encore Guy Drut, ancien champion olympique et député-maire de Coulommiers, et enfin dernièrement Yves Jégo, secrétaire d'État à l'Outre-Mer de 2007 à 2009. À gauche, le rôle est joué de longue date dans le département par Gérard Bordu pour le PCF, Vincent Éblé, sénateur de Seine-et-Marne et président de la commission de Finances, ou encore Alain Vivien, longtemps député PS de Brie-Comte-Robert, ancien responsable de la MILS, mission interministérielle de lutte contre les sectes.
- Liste des députés de Seine-et-Marne
- Liste des sénateurs de Seine-et-Marne
- Liste des conseillers départementaux de Seine-et-Marne
- Liste des présidents du conseil départemental de Seine-et-Marne

## Économie

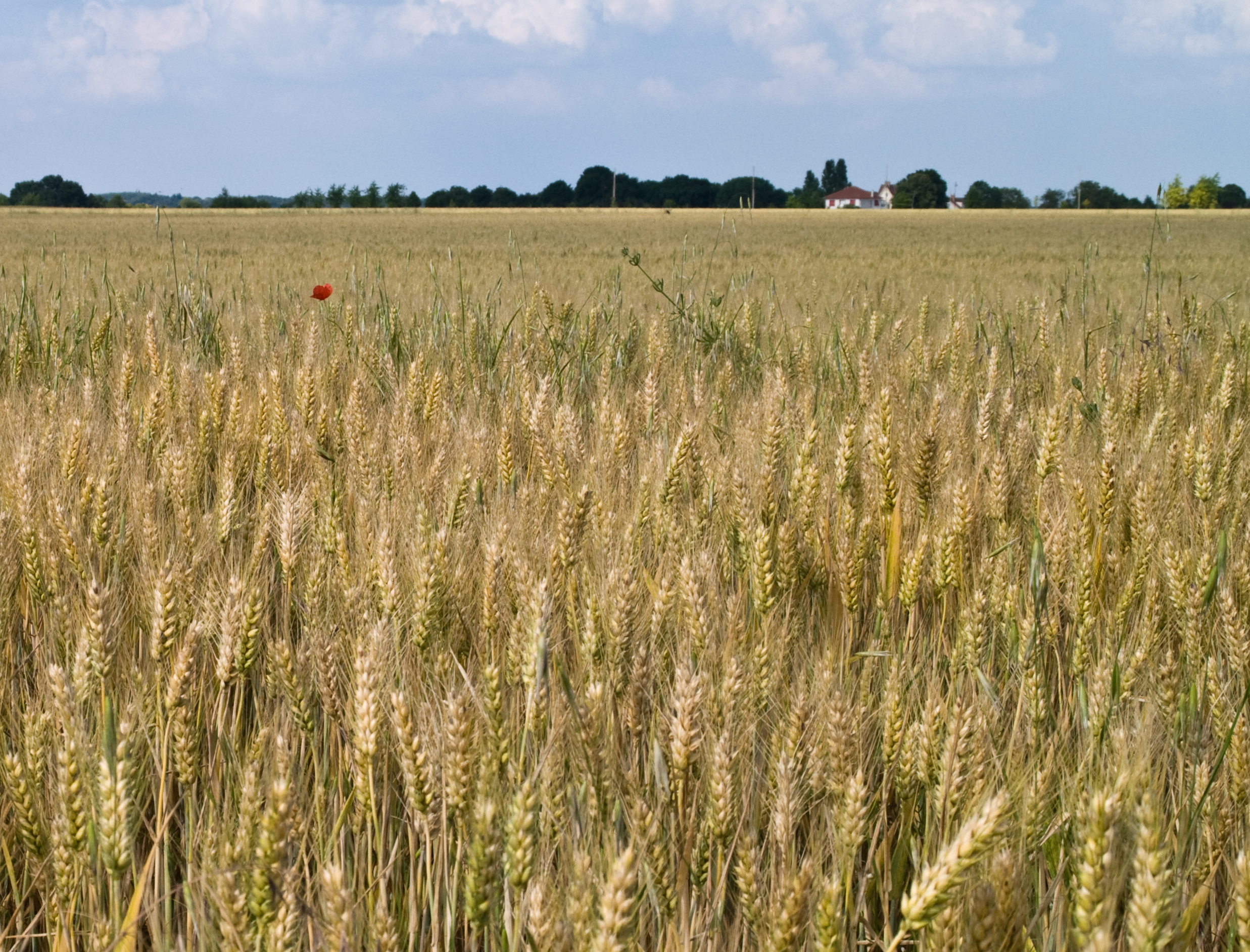
Champ de blé en Seine-et-Marne, près de Saint-Fargeau-Ponthierry.

En 2019, l'Insee décrit la Seine-et-Marne comme un département résidentiel, évoquant un ratio d'emploi sur le nombre d'actif le plus faible de France métropolitaine. Il est cependant à noter qu'entre 1990 et 2010, le ralentissement de la croissance démographique du département en parallèle du développement de nouvelles activités économiques (plateforme aéronautique de Roissy CDG, Disneyland Paris conduit ce déséquilibre à se réduire.
Avec 335 000 ha (soit 56 %) de son territoire affecté à l'agriculture, la Seine-et-Marne se singularise en Île-de-France par le poids de ce secteur logiquement quasi inexistant dans les départements nettement plus urbanisés. Il emploie environ 4 800 personnes au sein de près de 2 800 exploitations (à 63 % familiales) ayant une surface moyenne de 120 ha. Les céréales (à 65 %), mais aussi les oléagineux (12 %) et la betterave sucrière (7 %) sont les principales productions.
L'industrie emploie plus de 50 000 salariés dans le département, notamment dans l'industrie du verre (au sud), mais aussi dans l'agro-alimentaire, les industries chimiques (fabrication d'engrais entre autres), l'imprimerie et l'édition de journaux, tandis qu'existe sur Melun le centre de recherche de Safran Aircraft Engines qui occupe près de 4 000 salariés et constitue la plus importante unité industrielle du département. Cependant, le département, du fait de sa position géographique (placé sur le réseau TGV avec une connexion à Marne-la-Vallée, traversé par plusieurs autoroutes, proximité de l'aéroport de Roissy - Charles de Gaulle) dispose également d'une importante activité logistique et de transport. Ce secteur emploie plus de 31 000 personnes et plus de 7 % des effectifs salariés du secteur privé.
Enfin, le développement des deux villes nouvelles a favorisé l'émergence de pôles tertiaires en devenir tandis que le tourisme dispose de solides arguments avec de nombreux sites remarquables et un bon parc hôtelier, notamment sur le site Disneyland Paris. Avec près de 15 000 salariés, le parc d'attractions à vocation internationale est en effet le principal vecteur d'emplois du département.

### Tourisme
Second département le plus touristique d'Île-de-France après Paris, la Seine-et-Marne attire annuellement environ de 30 à 40 millions de personnes.
Le département possède de nombreux sites touristiques, culturels et de loisirs.

Le Parc Disneyland à Marne-la-Vallée.
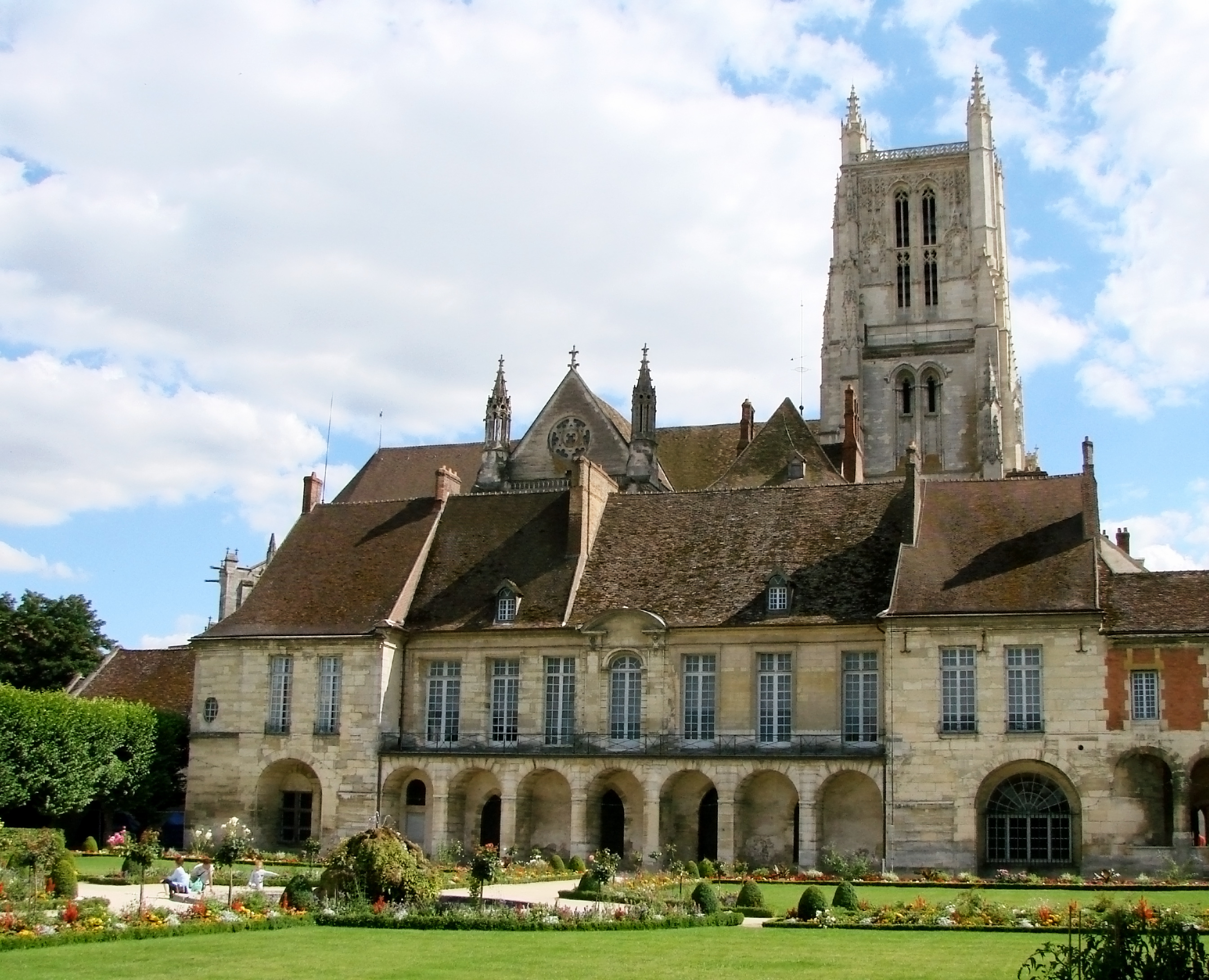
Le palais épiscopal (musée Bossuet) et les jardins, la cathédrale Saint-Étienne de Meaux au second plan.
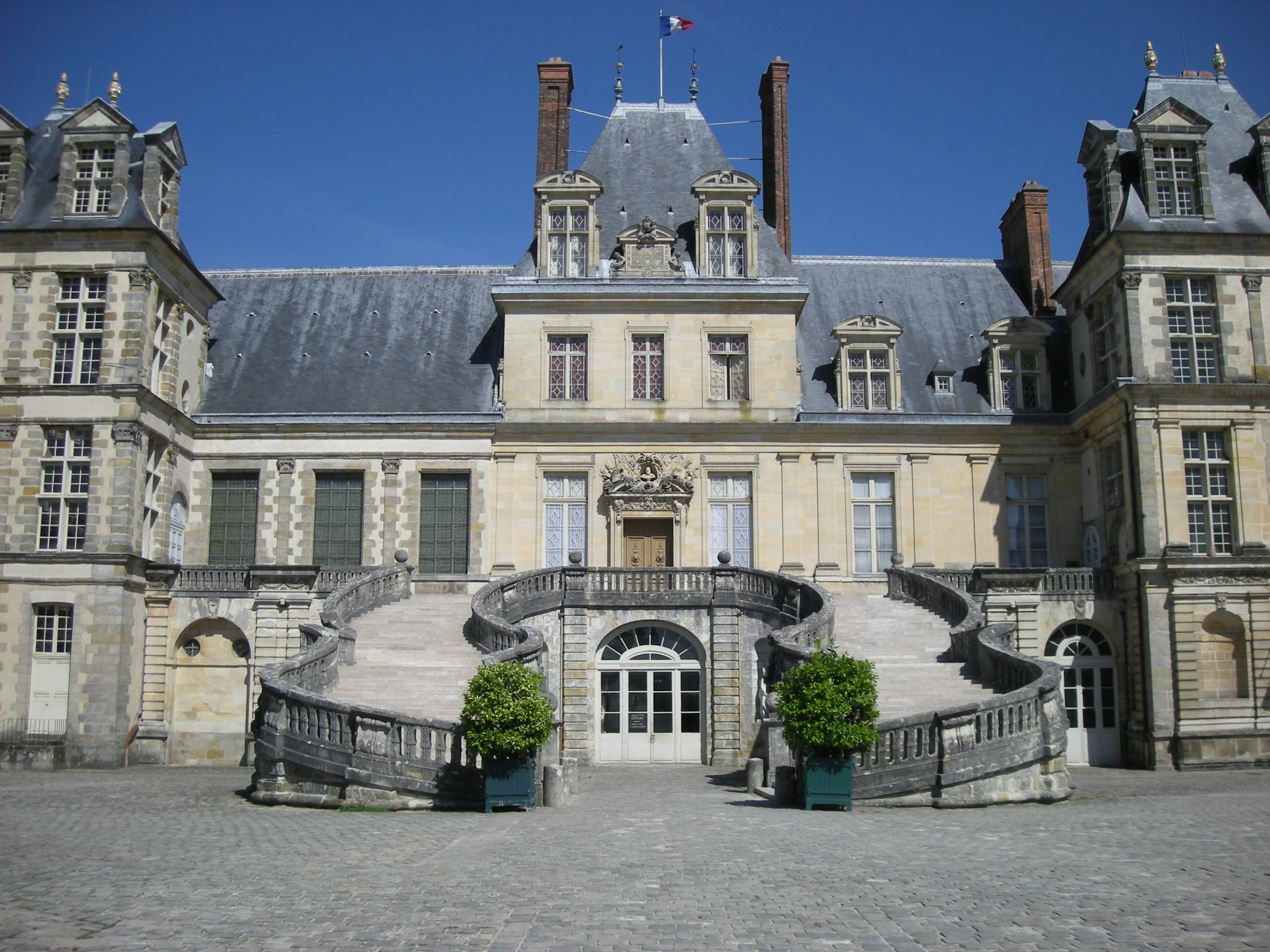
Le château de Fontainebleau.
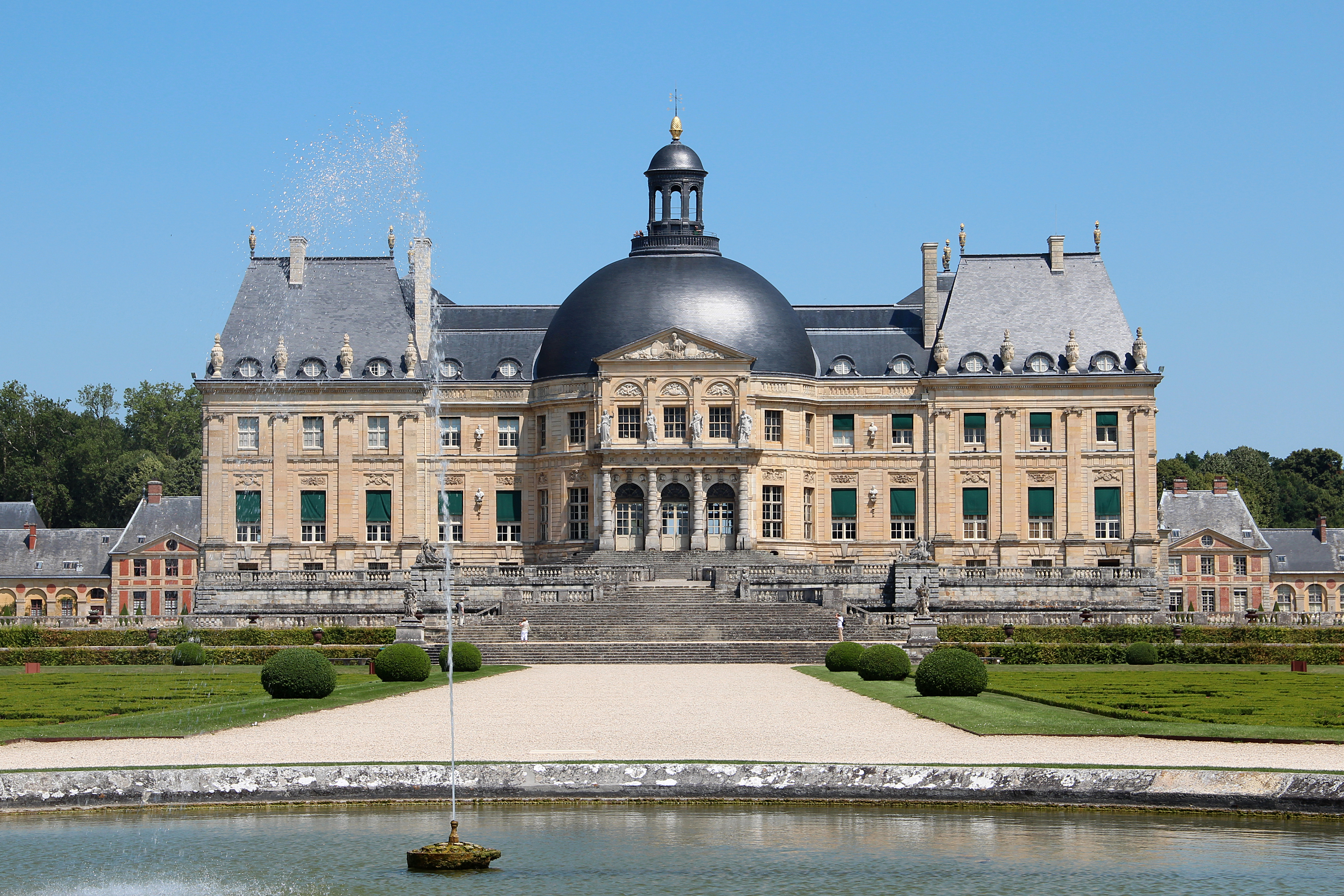
Le château de Vaux-le-Vicomte.
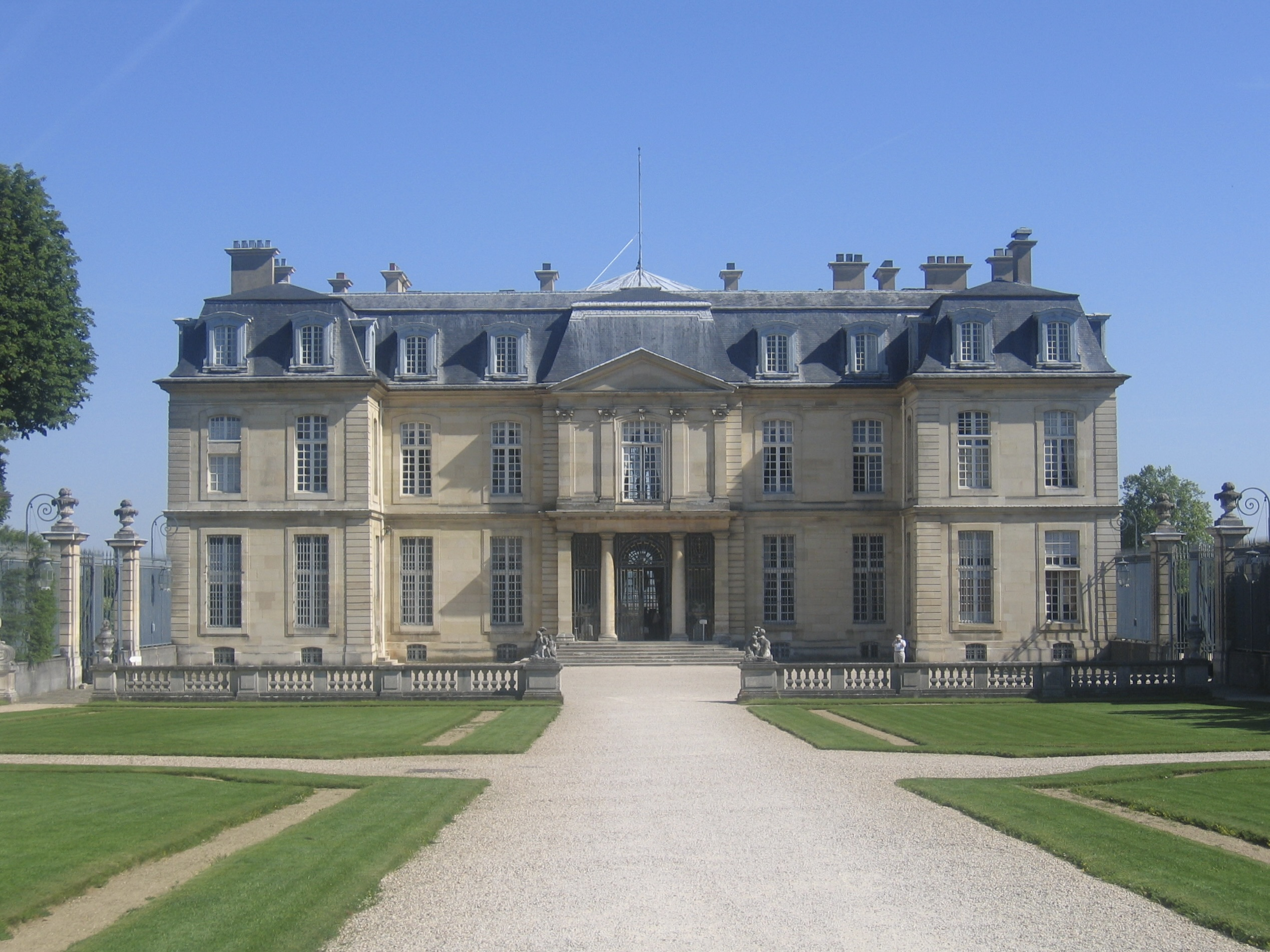
Le château de Champs-sur-Marne.
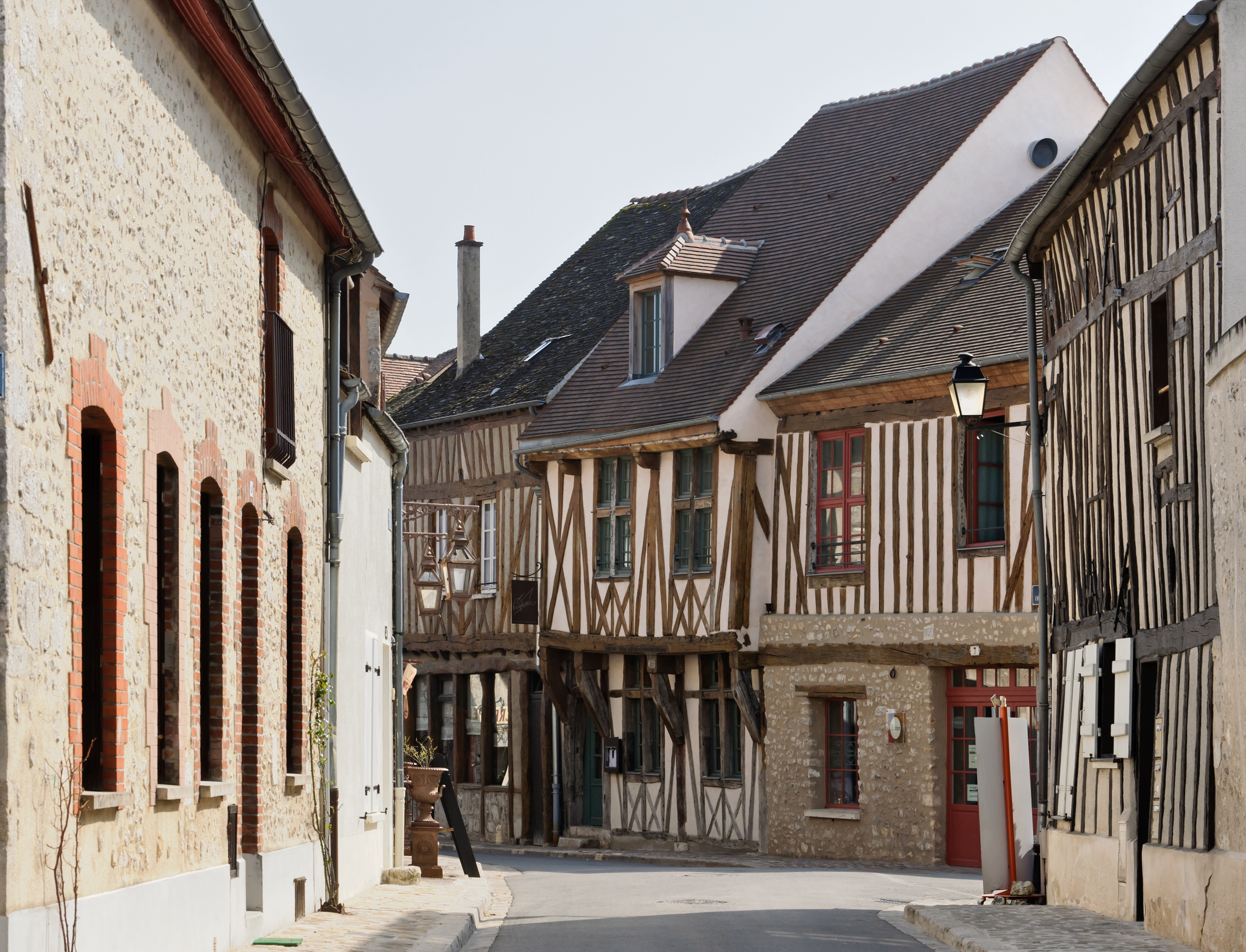
Maisons à colombages dans la ville haute de Provins.
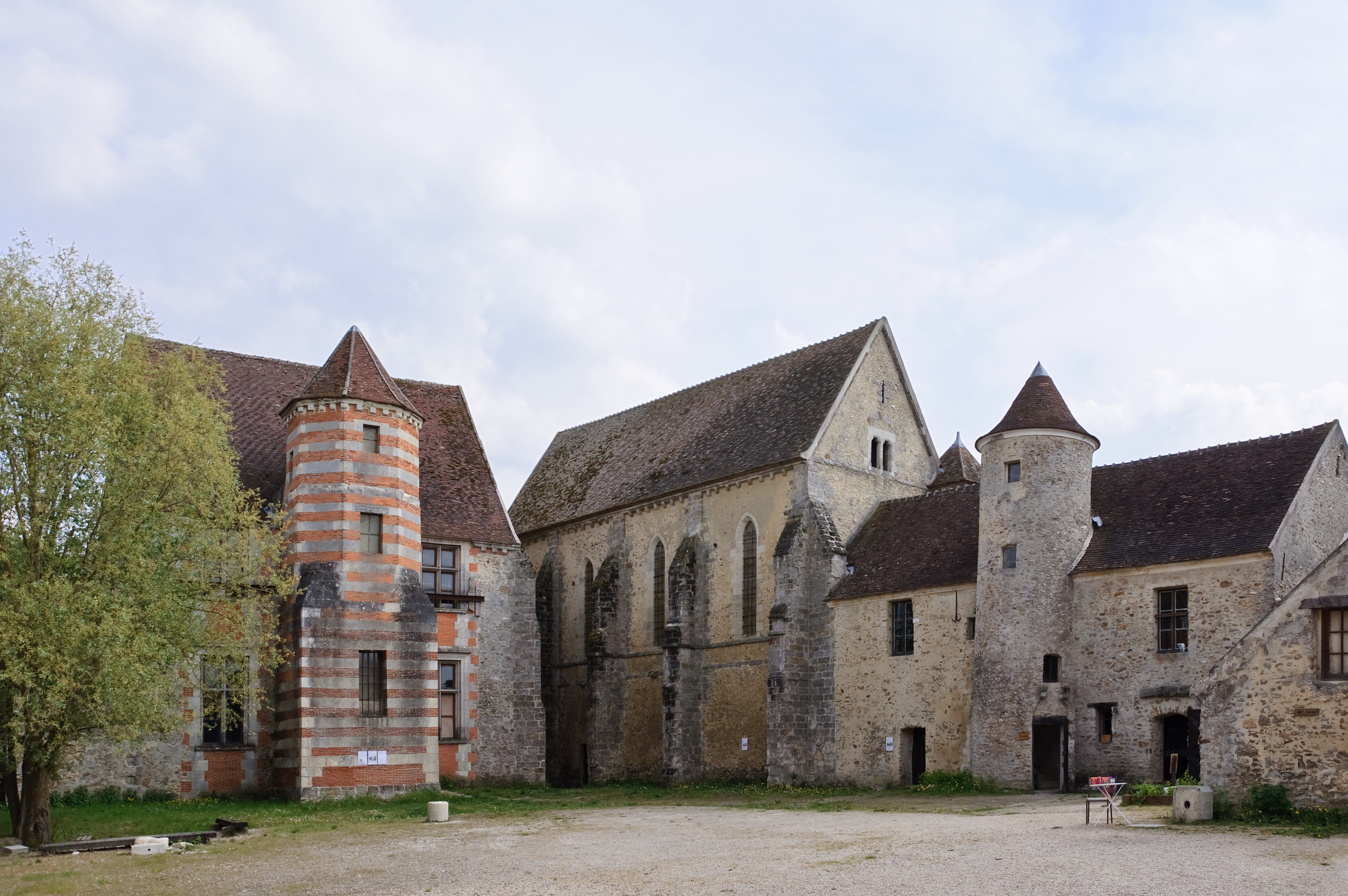
La commanderie de Coulommiers.
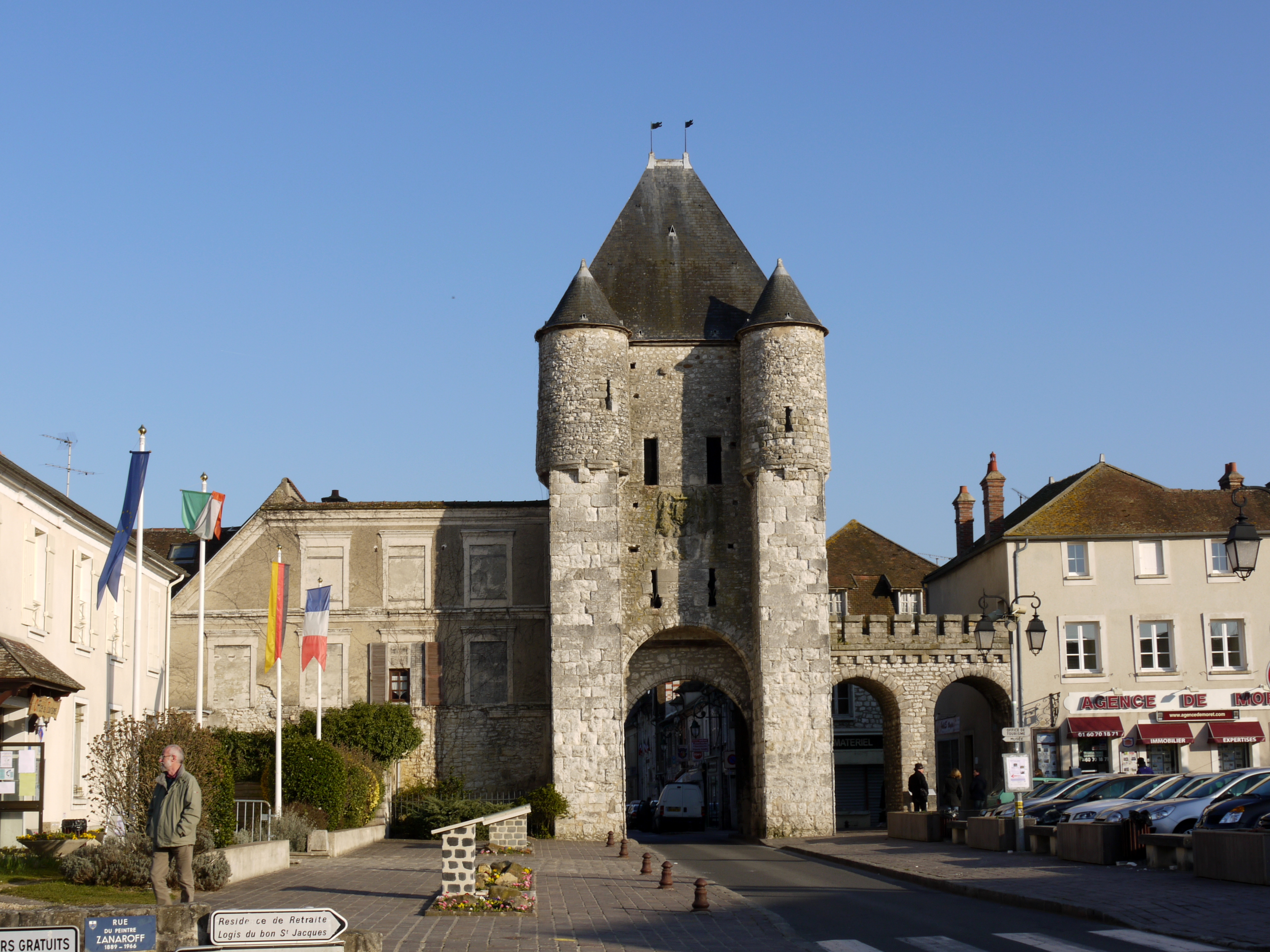
La porte de Samois à Moret-sur-Loing.
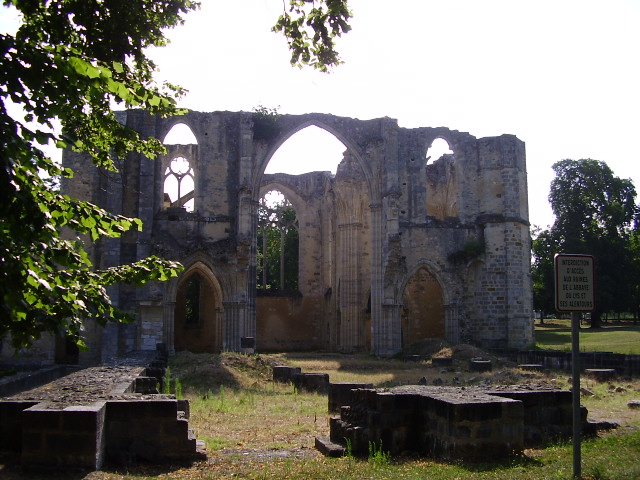
Ruines de l'abbaye royale du Lys à Dammarie-lès-Lys.
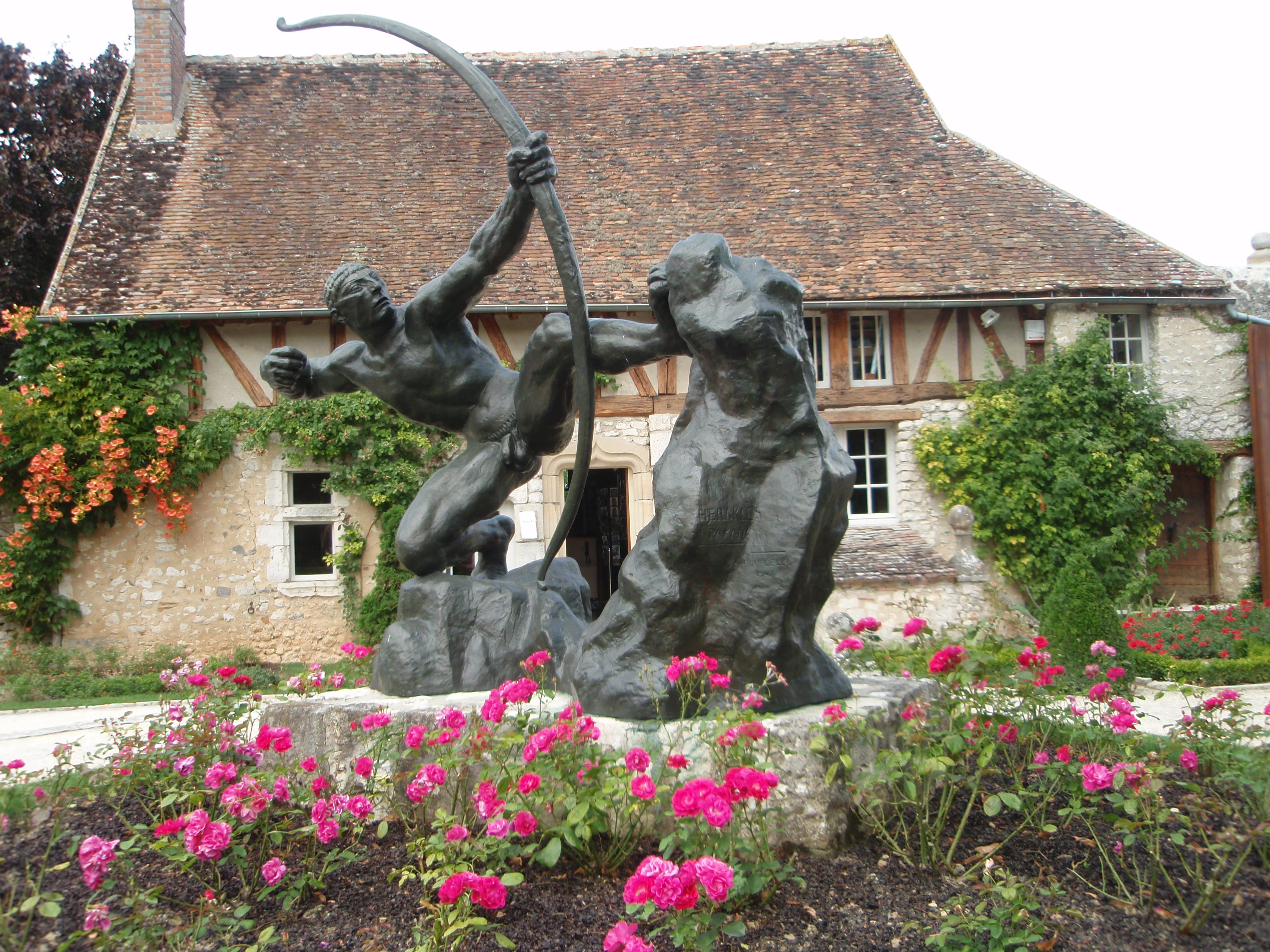
Musée-Jardin Bourdelle[18] à Egreville
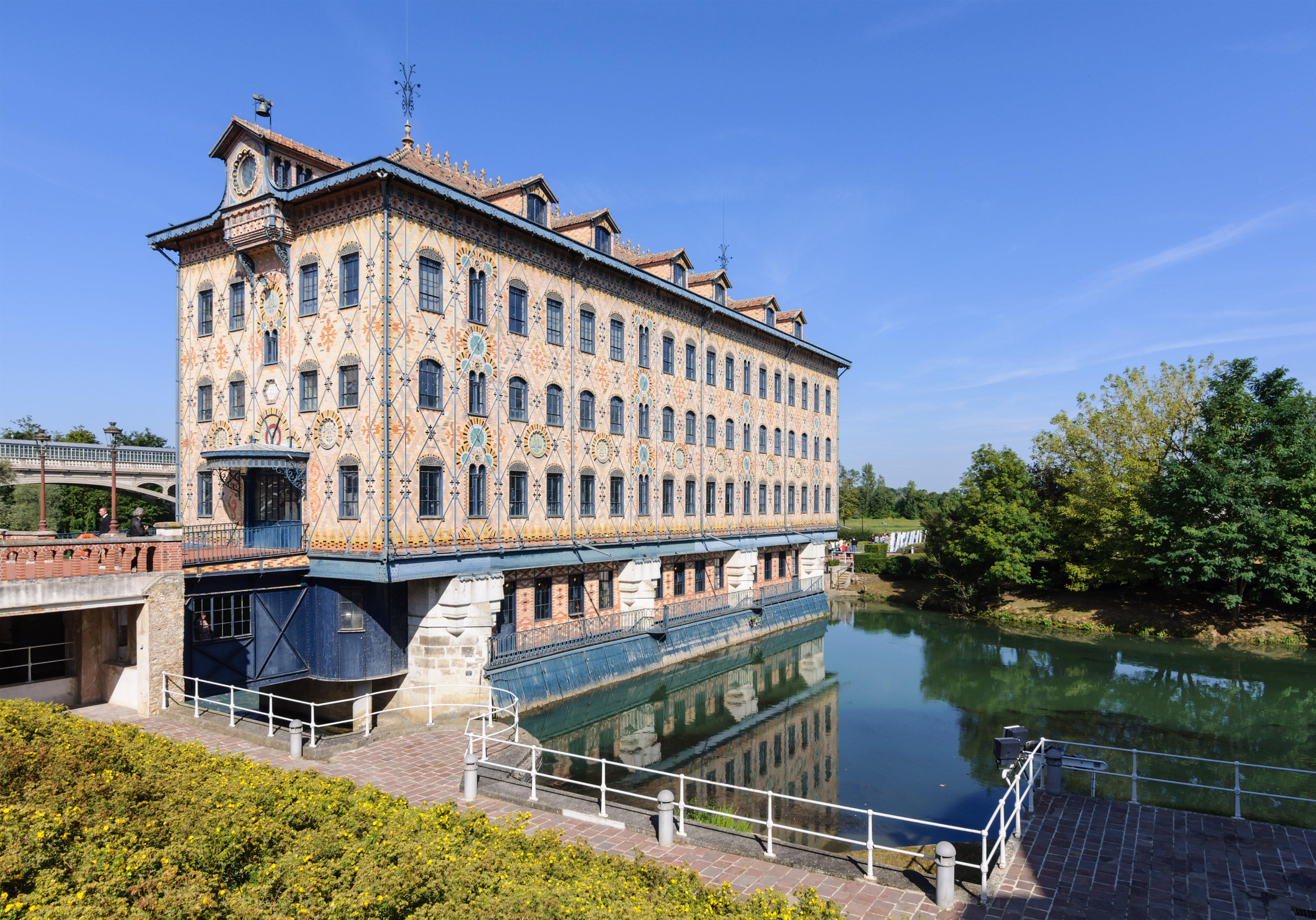
La chocolaterie Menier au moulin Saulnier à Noisiel.

## Démographie
En 2022, le département comptait 1 452 399 habitants, en évolution de +3,92 % par rapport à 2016 (France hors Mayotte : +2,11 %).
La Seine-et-Marne est le cinquième département francilien, après Paris, les Hauts-de-Seine et la Seine-Saint-Denis et les Yvelines, et le dixième de France. Son poids démographique est de 11,6 % au niveau régional et 2,1 % au niveau national (France métropolitaine).
La densité de population s'établit à 245,5 habitants/km2 en 2022, supérieure à la densité moyenne de la France métropolitaine (107,1 habitants/km2), mais nettement en dessous du niveau régional (1 030,7 habitants/km2).

### Évolution démographique
Département rural à l'origine, la population de Seine-et-Marne a triplé en un demi-siècle en raison du développement de l'agglomération parisienne et de l'implantation des villes nouvelles de Marne-la-Vallée et Sénart. Le sud et l'est du département restent encore relativement ruraux, mais toute la frange ouest très urbanisée, avec la ville de Chelles et la ville nouvelle de Marne-la-Vallée, fait désormais partie de l'agglomération parisienne.
La Seine-et-Marne figure toujours parmi les départements français les plus dynamiques en matière de démographie, bien que la croissance ait ralenti en raison de la diminution du solde migratoire. En 1999, 80 % de la population du département résidait en zone urbaine contre 20 % en zone rurale.
| 1791 | 1801    | 1806    | 1821 | 1826 | 1831    | 1836    | 1841    | 1846 |
| ---- | ------- | ------- | ---- | ---- | ------- | ------- | ------- | ---- |
| -    | 299 160 | 304 068 | -    | -    | 323 893 | 325 881 | 333 311 | -    |

| 1851    | 1856    | 1861    | 1866    | 1872    | 1876    | 1881    | 1886    | 1891    |
| ------- | ------- | ------- | ------- | ------- | ------- | ------- | ------- | ------- |
| 345 076 | 341 382 | 352 312 | 354 400 | 341 490 | 347 323 | 348 991 | 355 136 | 356 747 |

| 1896    | 1901    | 1906    | 1911    | 1921    | 1926    | 1931    | 1936    | 1946    |
| ------- | ------- | ------- | ------- | ------- | ------- | ------- | ------- | ------- |
| 359 044 | 358 325 | 361 939 | 363 561 | 349 234 | 380 017 | 406 108 | 409 311 | 407 137 |

| 1954    | 1962    | 1968    | 1975    | 1982    | 1990      | 1999      | 2006      | 2011      |
| ------- | ------- | ------- | ------- | ------- | --------- | --------- | --------- | --------- |
| 453 438 | 524 486 | 604 340 | 755 762 | 887 112 | 1 078 166 | 1 193 767 | 1 273 488 | 1 338 427 |

| 2016      | 2021      | 2022      | - | - | - | - | - | - |
| --------- | --------- | --------- | - | - | - | - | - | - |
| 1 397 665 | 1 438 100 | 1 452 399 | - | - | - | - | - | - |

### Communes les plus peuplées
| Nom                   | Code Insee | Intercommunalité                              | Superficie (km2) | Population (dernière pop. légale) | Densité (hab./km2) | Modifier                                    |
| --------------------- | ---------- | --------------------------------------------- | ---------------- | --------------------------------- | ------------------ | ------------------------------------------- |
| Meaux                 | 77284      | CA Pays de Meaux                              | 14,98            | 56 659 (2022)                     | 3 782              | modifier les données · modifier les données |
| Chelles               | 77108      | CA Paris - Vallée de la Marne                 | 15,90            | 54 372 (2022)                     | 3 420              | modifier les données · modifier les données |
| Melun                 | 77288      | CA Melun Val de Seine                         | 8,04             | 43 685 (2022)                     | 5 433              | modifier les données · modifier les données |
| Pontault-Combault     | 77373      | CA Paris - Vallée de la Marne                 | 13,64            | 38 941 (2022)                     | 2 855              | modifier les données · modifier les données |
| Savigny-le-Temple     | 77445      | CA Grand Paris Sud                            | 11,97            | 30 630 (2022)                     | 2 559              | modifier les données · modifier les données |
| Villeparisis          | 77514      | CA Roissy Pays de France                      | 8,29             | 26 794 (2022)                     | 3 232              | modifier les données · modifier les données |
| Champs-sur-Marne      | 77083      | CA Paris - Vallée de la Marne                 | 7,35             | 26 661 (2022)                     | 3 627              | modifier les données · modifier les données |
| Bussy-Saint-Georges   | 77058      | CA de Marne et Gondoire                       | 13,39            | 26 334 (2022)                     | 1 967              | modifier les données · modifier les données |
| Roissy-en-Brie        | 77390      | CA Paris - Vallée de la Marne                 | 13,65            | 23 521 (2022)                     | 1 723              | modifier les données · modifier les données |
| Dammarie-les-Lys      | 77152      | CA Melun Val de Seine                         | 10,24            | 23 252 (2022)                     | 2 271              | modifier les données · modifier les données |
| Torcy                 | 77468      | CA Paris - Vallée de la Marne                 | 6,00             | 22 939 (2022)                     | 3 823              | modifier les données · modifier les données |
| Combs-la-Ville        | 77122      | CA Grand Paris Sud                            | 14,48            | 22 712 (2022)                     | 1 569              | modifier les données · modifier les données |
| Montereau-Fault-Yonne | 77305      | CC du Pays de Montereau                       | 9,10             | 21 840 (2022)                     | 2 400              | modifier les données · modifier les données |
| Lagny-sur-Marne       | 77243      | CA de Marne et Gondoire                       | 5,72             | 21 433 (2022)                     | 3 747              | modifier les données · modifier les données |
| Ozoir-la-Ferrière     | 77350      | CC Les Portes Briardes Entre Villes et Forêts | 15,58            | 20 969 (2022)                     | 1 346              | modifier les données · modifier les données |

### Niveau de vie et sociologie
Selon l'Insee, en 2020, le niveau de vie médian des habitants de la Seine-et-Marne (24 000€) était supérieur à la moyenne nationale (22 320€) mais légèrement inférieur à la moyenne de la région Île-de-France (24 490€). Le taux de pauvreté (11,7%) était nettement plus faible en Seine-et-Marne qu'en moyenne française (14,8%) et régionale (15,5%).
Selon le rapport de l'Institut Paris Région consacré aux évolutions sociologiques de la région Île-de-France entre 2001 et 2015, la Seine-et-Marne est - aux côtés de l'Essonne - "le département le plus typiques d’un profil périurbain avec une sous-représentation marquée des plus pauvres et des plus aisés.". En revanche, la Seine-et-Marne est marqué par une surreprésentation des ménages au profil de revenu décrits comme "moyens" (du troisième au septième décile). Le constat est confirmé par l'INSEE qui évoque en 2019 une population concentrée autour des "classes moyennes".
L'INSEE distinguait en 2019 quatre types de territoires dans le département de la Seine-et-Marne Des "territoires dans la dynamique de la Métropole du Grand Paris (MGP)" (situés dans une bande ouest comprenant les territoires allant de l'aéroport de Roissy CDG, à l'Orée de la Brie en passant par Marne-la-Vallée) sont marqués par des niveaux de vie élevés, surtout liés à des revenus d'activité. Plus en périphérie, un "anneau résidentiel au-delà de la MGP" (Pays Créçois, Val Briard, Brie des Rivières et Châteaux, Pays de Fontainebleau, Moret Seine et Loing) est également caractérisé par des revenus élevés mais au sein desquels la proportion de revenus du patrimoine est plus forte. Au-delà, les territoires les plus en périphérie du département (Deux Morin, Provinois, Bassée - Montois, Gâtinais-Val de Loing, Pays de Nemours) sont caractérisés par des revenus plus faibles et par des villes souffrant d'une pauvreté importante (Provins, Nemours, La Ferté-sous-Jouarre). Enfin, la Seine-et-Marne compte d'importantes poches de pauvreté urbaine (Pays de l'Ourcq, Paris - Vallée de la Marne, Grand Paris Sud, Melun Val de Seine, Brie Nangissienne, Pays de Montereau), y compris dans les plus grandes communes du département (Chelles, Meaux, Melun).

### Les résidences secondaires
Selon le recensement général de la population du 1er janvier 2011, 2,6 % des logements disponibles dans le département étaient des résidences secondaires. Ce tableau indique les communes de Seine-et-Marne dont les résidences secondaires et occasionnelles dépassent 20 % des logements totaux en 2011 :
| Commune                | Population SDC | Nombre de logements | Rés. secondaires | % Rés. secondaires |
| ---------------------- | -------------- | ------------------- | ---------------- | ------------------ |
| Hermé                  | 624            | 487                 | 240              | 49,3 %             |
| Grisy-sur-Seine        | 100            | 86                  | 38               | 43,9 %             |
| La Tombe               | 208            | 165                 | 71               | 42,8 %             |
| Passy-sur-Seine        | 47             | 34                  | 14               | 40,7 %             |
| Gravon                 | 145            | 117                 | 44               | 37,5 %             |
| Saint-Sauveur-lès-Bray | 339            | 252                 | 84               | 33,3 %             |
| Pamfou                 | 936            | 512                 | 161              | 31,5 %             |
| Vaux-sur-Lunain        | 203            | 88                  | 26               | 29,1 %             |
| Misy-sur-Yonne         | 983            | 531                 | 153              | 28,8 %             |
| Rumont                 | 124            | 78                  | 22               | 28,4 %             |
| Verdelot               | 709            | 430                 | 117              | 27,2 %             |
| Le Vaudoué             | 754            | 433                 | 112              | 25,9 %             |
| Blennes                | 566            | 305                 | 78               | 25,7 %             |
| Boulancourt            | 370            | 214                 | 52               | 24,4 %             |
| Boissy-aux-Cailles     | 311            | 165                 | 40               | 24,2 %             |
| Noyen-sur-Seine        | 370            | 224                 | 53               | 23,5 %             |
| Jaulnes                | 357            | 196                 | 45               | 23,0 %             |
| Larchant               | 751            | 426                 | 96               | 22,5 %             |
| Villebéon              | 457            | 239                 | 54               | 22,4 %             |
| Recloses               | 699            | 388                 | 85               | 21,9 %             |
| Ocquerre               | 426            | 191                 | 39               | 20,6 %             |

Sources :
- Source INSEE, chiffres au 01/01/2011.

## Culture

### Spécialités gastronomiques

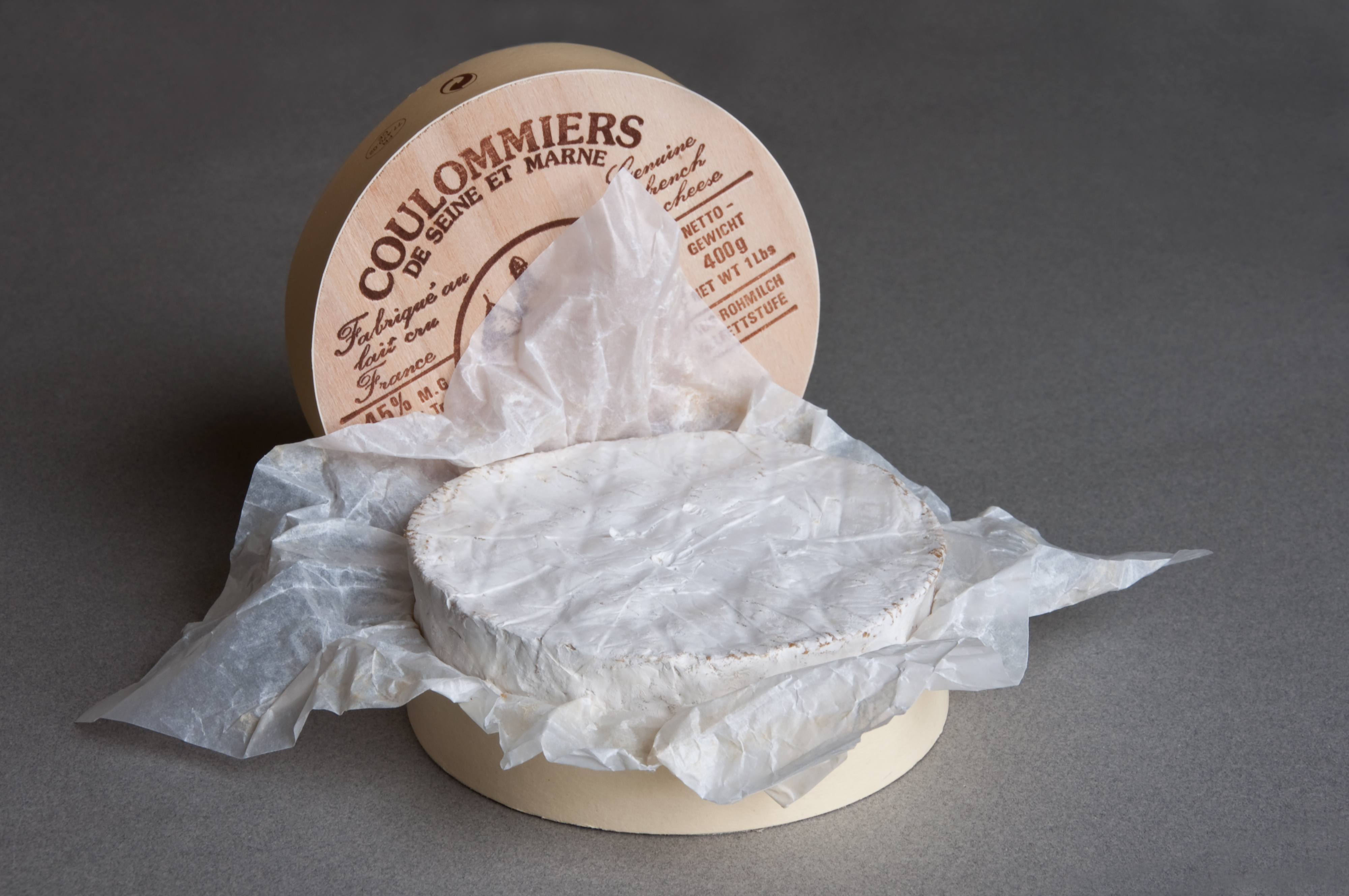
Coulommiers au lait cru, produit en Seine-et-Marne.

- Les différents types de laitages et de fromages de Brie (brie de Melun, brie de Meaux, brie de Nangis, brie de Montereau, brie de Provins, brie de Favières), le coulommiers traditionnel, le fontainebleau, le jean-de-brie, le bayard-gourmand, le grand-morin, le soumaintrain, le saint-siméon, le gratte-paille, le pierre-robert, le mauperthuis, le marbré, le chevru, la butte de Doue, l'explorateur, le fougerus, le vignelait, le saint-didier, le brie-yère, le camenbrie, le petit cœur coulis ou à la crème, la tomme fermière de la Brie, le Brillat-savarin, les divers fromages de chèvre de la Brie et du sud Seine-et-Marne (bûches, pyramides, tomettes, crottins, bichettes, camenchèvre, roblochèvre, petit chèvre d'Île-de-France, paley, nanteau), la confiture de lait briard, les fromages blancs, faisselles et yaourts fermiers,
- La moutarde de Meaux, une moutarde de grains à l'ancienne. Depuis 1890, seule subsiste une entreprise la produisant, qui a déposé  « Moutarde de Meaux » en tant que marque. Elle est en fait établie à Lagny-sur-Marne.
- Les vinaigres de Meaux et de Lagny.
- Le safran du Gâtinais.
- Les miels de Brie et du Gâtinais.
- Les chocolats de Chelles, de Lagny, de Dammarie-les-Lys, etc.
- Les spécialités à la rose de Provins, au coquelicot de Nemours, le sucre d'orge de Moret-sur-Loing.
- Les pavés de Lagny et de Meaux.
- Les cailloux monterelais de Montereau.
- Les melunettes de Melun.
- Les mauresses et la bûchette du Loing de Moret.
- Le sablé briard de Mormant.
- Les niflettes de Provins.
- Les macarons fondants de Réau.
- Le chasselas de Thomery.
- La carotte de Meaux.
- La carotte de Crécy-la-Chapelle, une des bases du potage de Crécy.
- Les lentilles vertes, blondes, les pois cassés de la Brie
- Les pommes de terre du Gâtinais
- Les poulet, poule, chapon, pintade, dinde, canard, oie, caille, lapin fermiers, et leurs dérivés(pâtés, rillettes, terrines, foie gras, aiguillettes, etc.) de la Brie.
- La poule gâtinaise.
- L'autruche fermière et ses dérivés.
- Les escargots.
- Les fritures de la Marne (goujons).
- Le saucisson de chèvre.
- Le cidre fermier briard.
- Les jus de pomme et de poire fermiers briards.
- Le vinaigre de cidre briard.
- Les bières artisanales de la Brie et du Gâtinais.
- Les huiles artisanales de colza, de tournesol et de noix.
- Le feuilleté et la fondue au brie de Meaux.
- Les galettes briardes.
- La poularde à la briarde.
- La poule à la bière ou au cidre briards.
- Les talmouses au brie de Meaux.
- Le vin de Champagne (AOC) : quelques communes dans l'est du département (cinq), toutes situées dans la vallée de la Marne : Citry, Méry-sur-Marne, Nanteuil-sur-Marne, Saâcy-sur-Marne et Sainte-Aulde sont autorisées à l'élaborer[25]. Elles exploitent la partie la plus occidentale du vignoble de Champagne.

### Artistes, écrivains et personnalités
Architectes
- François Mansart
- Eugène Freyssinet

Personnalités politiques
- Yves Albarello
- Marie-Christine Arnautu
- Michel Billout
- Yannick Bodin
- Gérard Bordu
- Nicole Bricq
- Jean-Marc Brûlé
- Chantal Brunel
- Pierre Carassus
- Anne Chain-Larché
- Guy Chavanne
- Jean-François Copé
- Charles Cova
- Étienne Dailly
- Guy Drut
- Paul Dubrule
- Vincent Éblé
- Bertrand Flornoy
- Olivier Faure
- Jean-Pierre Fourré
- Eugène Freyssinet
- Philippe François
- Guy Geoffroy
- Jacques Heuclin
- Michel Houel
- Jean-Jacques Hyest
- Christian Jacob
- Marc Jacquet
- Jean-François Jalkh
- Gérard Jeffray
- Yves Jégo
- Didier Julia
- Valérie Lacroute
- Jacques Larché
- Robert Le Foll
- Jean Lion
- Jacques Marinelli
- Colette Mélot
- Émile-Justin Menier
- Jean-Claude Mignon
- Gérard Millet
- Albert de Mun
- Alain Peyrefitte
- Jean-Paul Planchou
- Guy Rabourdin
- Franck Riester
- Eduardo Rihan Cypel
- Paul Séramy
- Daniel Vachez

Peintres
- Peintres de l'école de Barbizon
- Maurice Boitel,
- Alfred Sisley
- Rosa Bonheur
- Valentin de Boulogne dit Le Valentin
- Armand Cassagne
- LP

Sculpteurs
- Henri Chapu
- François-Xavier Lalanne
- Claude Lalanne

Photographes
- Hippolyte Bayard
- Henri Cartier-Bresson

Écrivains
- Jacques Amyot
- Édouard Bled
- Philippe Bouvard
- François Cavanna
- Pierre Mac Orlan
- Bertrand Flornoy
- Anna Gavalda
- Armand Lanoux
- Stéphane Mallarmé

Acteurs
- Jean-Claude Brialy
- Daniel Ceccaldi
- Véronique Genest
- Charlotte de Turckheim
- Franck Gastambide

Réalisateur/Scénariste
- Simon Moutaïrou

Chanteurs
- Yves Duteil
- Pierre Perret
- Chimène Badi
- Barbara
- Hervé Lardic
- Willy Denzey
- Daddy Lord C
- 2 Bal
- Mystik
- Monsieur R
- Acid
- O'Rosko Raricim
- Hiro
- Ninho
- Timal
- Djadja et Dinaz
- RK
- UZI
- ISK

Sportifs
Basket-ball :
- Jade Hamaoui

Cyclisme :
- Laurent Fignon
- Jacques Marinelli
- René Pottier
- André Leducq
- Joop Zoetemelk
- Robert Marchand

Équitation :
- Roger-Yves Bost
- Philippe
- Jean-Jacques Guyon
- Bernard Chevallier
- Michel Roche
- Hubert Parot
- Marcel Rozier

Escrime :
- Brigitte Gapais-Dumont
- Pascal Jolyot
- Lionel Plumenail
- Ernest Revenu
- Daniel Revenu
- Bernard Talvard
- Jacky Courtillat
- Jacques Coutrot
- Bruno Boscherie
- Frédéric Pietruszka
- Peter Joppich

Football :
- Frank Lebœuf
- Claude Makélélé
- Lilian Thuram
- Mourad Meghni
- Yohann Pelé
- Francis Llacer
- Lionel Mathis
- Frédéric Déhu
- Clément Chantôme
- Geoffrey Jourdren
- Olivier N'Siabamfumu
- Gaëtan Charbonnier
- Cédric Avinel
- Abdelaziz Barrada
- Formose Mendy
- Paul Pogba
- Chris Mavinga
- Florentin Pogba
- Nicolas Isimat-Mirin
- Serge Gakpé
- Neeskens Kebano
- Kingsley Coman
- Ibrahima Sissoko
- Thievy Bifouma
- Lucas Digne
- Jordan Ikoko
- Christopher Nkunku
- Geoffrey Kondogbia
- Denys Bain
- Marcel Tisserand
- Olivier Verdon
- Christopher Jullien
- Steven Moreira
- Lionel Mpasi
- Adrien Hunou
- Marc-Aurèle Caillard
- Lucas Gourna-Douath
- Paul Bernardoni
- Oumar Solet
- Stanley Nsoki
- Michel Adopo
- Adil Aouchiche
- Alexis Claude-Maurice
- Wesley Jobello
- Yacine Bourhane
- Andréas Hountondji
- Brian Bayeye
- Wilson Odobert
- Mathis Amougou
- Thérence Koudou
- Anis Hadj Moussa
- Noham Kamara
- Joane Gadou

Judo :
- David Douillet
- Thierry Rey

Natation :
- Laure Manaudou

### Littérature
Le roman de Marin Fouqué 77 a pour titre le code du département. L'histoire se déroule dans la commune de Vernou-la-Celle-sur-Seine où a grandi l'auteur.

### Cinéma et télévision
De très nombreux films de cape et d'épée français ont été tournés en forêt de Fontainebleau.
D'autres films et téléfilms dans les châteaux de Ferrières-en-Brie, de Guermantes, de Champs-sur-Marne, de Vaux-le-Vicomte, de Blandy-les-Tours, de Fontainebleau, de Brou-sur-Chantereine, dans les cités médiévales de Provins, de Brie-Comte-Robert, dans la cité épiscopale de Meaux, à Coulommiers et à Nemours.

### Partenariat avec l'Unicef
Le département est « ami des enfants » : son conseil départemental a signé une convention avec l'Unicef, pour agir pour la protection de l'enfance et faire connaître la Convention relative aux droits de l'enfant.

## Logotypes et blason de Seine-et-Marne

Proposition de blason de Seine-et-Marne.
Ancien logotype de Seine-et-Marne.
Logotype de 2012 au 31 janvier 2022.
Logo utilisé en complément du logo officiel de 2017 au 31 janvier 2022
Logotype à partir du 1er février 2022.